# Uniwersytet w Mandalaj
Uniwersytet w Mandalaj, Uniwersytet w Mandalaju, Uniwersytet Mandalajski (birm. မန္တလေးတက္ကသိုလ်) – birmański uniwersytet w mieście Mandalaj, drugi pod względem wieku w kraju. Oferuje studia licencjackie i magisterskie na typowych kierunkach humanistycznych, przyrodniczych i prawniczych.

## Historia
Uczelnia została założona w 1925 przez władze kolonialne. Wybuchało na niej wiele protestów studenckich. Początkowo była powiązana z Uniwersytetem Ranguńskim. Zamknięto ją w 1942, z powodu II wojny światowej, i ponownie otwarto w 1947. W 1958 wyodrębniła się jako samodzielna instytucja – jedyna uczelnia w Górnej Birmie. Uczelniami partnerskimi są: Magwe Education College, Taunggyi Education College, Myitkyina Education College i Shwebo Degree College.

## Znani absolwenci
- Maung Moe Thu – reżyser
- Mg Thar No – pisarz
- Tin Moe – poeta